# Tomečkova oskoruša
Tomečkova oskoruša je památný strom, který se nachází v soukromých sadech na severovýchodním svahu nad obcí Tvarožná Lhota.

## Památné a významné stromy vokolí
- Adamcova oskeruše (3,3 km z.)
- Dub v Jiříkovci (2,7 km jv.)
- Karlova oskeruše (3,5 km zjz.)
- Kněždubské lípy (2,7 km sv.)
- Nejedlíkova oskeruše (3,1 km v.)
- Obecní dřín (0,8 km jjv.)
- Oskeruše u Strážnice (~4,6 km zjz.)
- Špirudova oskeruše (0,1 km jjv.)